# أدام كوفاكسيك
أدام كوفاكسيك (بالمجرية: Ádám Kovácsik)‏ هو لاعب كرة قدم هنغاري ولد عام 1991 في بودابست، يلعب في مركز الحارس مع نادي مول فيهيرفار ومع منتخب المجر لكرة القدم.

## مسيرته الكروية
لعب كوفاكسيك لعدة أندية في كل من هنجاريا وإيطاليا وكرواتيا ورومانيا.
لعب كوفاكسيك لعدة فئات عمرية في منتخب المجر أبرزها منتخب المجر للشباب ومنتخب المجر لكرة القدم.

## وصلات خارجية
أدام كوفاكسيك على موقع الاتحاد الدولي (مؤرشف)  (الإنجليزية)
- أدام كوفاكسيك على موقع الاتحاد الأوربي (الإنجليزية)
- أدام كوفاكسيك على موقع قاعدة بيانات كرة القدم.إي يو (الإنجليزية)
- أدام كوفاكسيك على موقع ناشيونال فوتبول تيمز (الإنجليزية)
- أدام كوفاكسيك على موقع Soccerway.com (الإنجليزية)
- أدام كوفاكسيك على موقع عالم كرة القدم.نت (الإنجليزية)